# Booktree
A Booktree é uma editora portuguesa, com sede em Lisboa, vocacionada para as áreas da Banda Desenhada e da literatura infantil.
Publicou também várias obras sobre a temática do futebol, com biografias sobre Jardel, Luiz Felipe Scolari, as notas do treinador László Bölöni e ainda um Dicionário do Futebol.

## Autores
- Mordillo
- Luís Louro
- Jim Davis
- Charles Schulz

## Colecções
- Snoopy
- Garfield
- O Agente 212
- Niklos Koda